# Colonia Iulia Equestris
Colonia Iulia Equestris est une colonie romaine dont le centre urbain, le bourg helvète de Noviodunum, est situé sur le territoire de l'actuelle ville vaudoise de Nyon, en Suisse.

## Histoire
La colonie romaine fut fondée par Jules César en 45 av. J.-C. Elle couvrait alors un territoire allant du lac Léman au massif du Jura et du pays de Gex à l'Aubonne et fut habitée au départ par des cavaliers vétérans de l'armée recevant des terres à la fin de leur service. Sous les règnes d'Auguste et de Tibère, la ville se développe avec la construction d'un forum alors que des villae sont progressivement construites dans la région.
Après l'abandon progressif de la colonie qui survient dès le IIIe siècle à la suite des invasions alémanes, des blocs de pierre venant des bâtiments de celle-ci seront utilisés pour construire les anciennes fortifications de Genève et Lausanne.

## Fouilles et protection du site
Depuis 1979, la basilique du forum abrite le musée romain de Nyon qui présente de nombreux objets mis au jour pendant les différentes fouilles du site. L'ensemble du site est inscrit comme bien culturel suisse d'importance nationale.

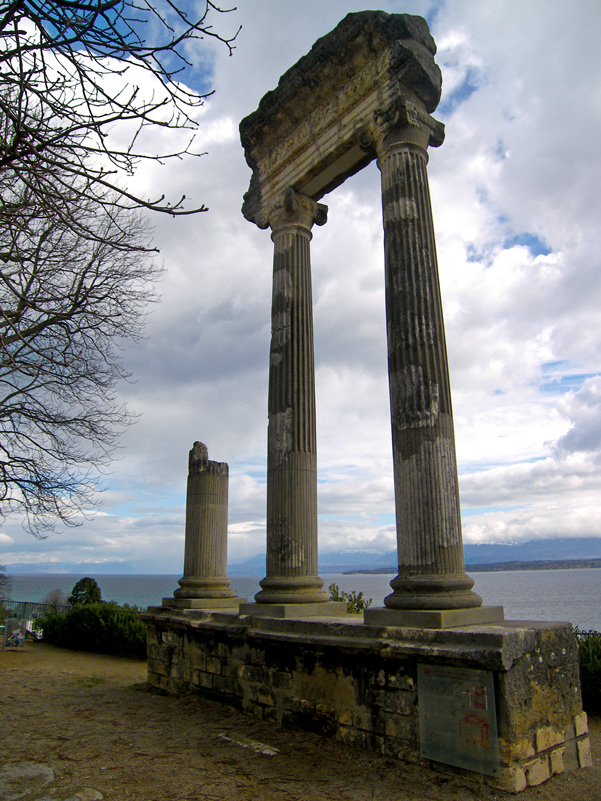
Colonia Iulia Equestris à Nyon